# Ésaco

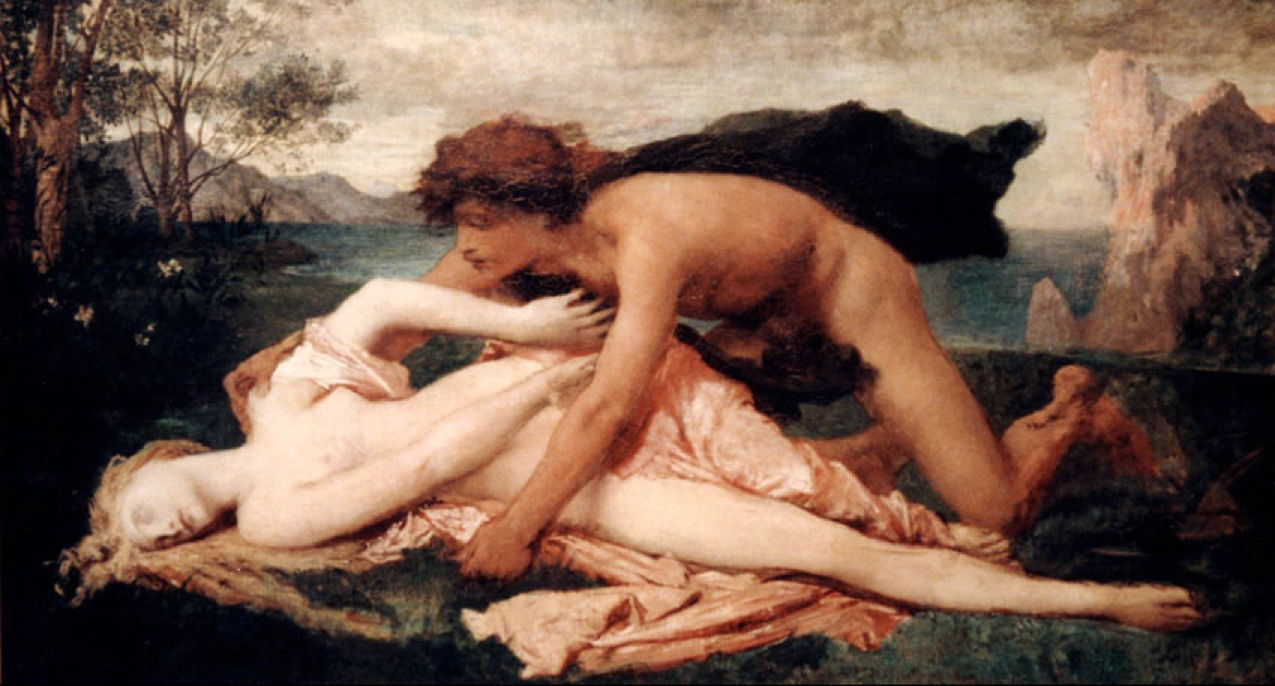
J.-É. Delaunay (1828 – 1891): La muerte de Hesperia. 1859.

Ésaco es en la mitología griega un hijo de Príamo y Arisbe. Había recibido de su abuelo Mérope el don de interpretar los sueños. De este modo, cuando Hécuba, poco antes del nacimiento de Paris, soñó que daba a luz a un tizón encendido que incendiaba toda la ciudad de Troya, fue consultado. Su respuesta fue que el niño iba a ser la causa de la ruina de su patria, y que había que matarlo en cuanto naciese.
Ésaco tuvo un final desgraciado, pues se enamoró de la ninfa Hesperie o Astérope, hija del dios río Cebrén, quien al escapar de su persecución, murió por la mordedura de una serpiente, y él, enloquecido, se arrojó al mar. Compadecida, la titánide Tetis lo transformó en somormujo. Otra versión señala que Ésaco estaba casado con Astérope cuando ella murió.